# 別所村 (長野県)
別所村（べっしょむら）は長野県小県郡にあった村。現在の上田市別所温泉にあたる。

## 地理
- 山：夫神岳

## 歴史
- 1889年（明治22年）4月1日 - 町村制の施行により、近世以来の別所村が単独で自治体を形成。
- 1956年（昭和31年）5月1日 - 西塩田村・東塩田村・中塩田村と合併して塩田町が発足。同日別所村廃止。

## 交通

### 鉄道路線
- 上田丸子電鉄（現・上田電鉄）
  - 別所線
    - 別所温泉駅

## 名所・旧跡・観光スポット・祭事・催事
- 別所温泉